# Аматорський театр
Аматорський театр — тип самодіяльного народного театру, в якому виконавцями є непрофесійні актори.

## Історія
Джерела такого театру, безпосередньо пов'язаного із ритуальними дійствами народної творчості, простежуються у виставах античної доби, що постали з діонісій, в давньоримських ателланах, в іспанських ауто, в бароковій шкільній драмі та ін.

## В Україні

### Наддніпрянщина у XVIII — поч. XIX ст.
В Україні аматорські вистави було започатковано при дворах можновладців на свята, зокрема на Масницю, в 1730-ті у Глухові, у палаці І. Миклашевського. У 1780-ті у Харкові було засновано російськомовний «благородний» театр, який невдовзі розпався, був оновлений та очолений (1789) Д. Московичем. Аналогічна аматорська трупа сформувалася в Києві, у флігелі царського палацу (нині Маріїнський палац). Спорадично діяли домашні театри при дворах дідичів на Правобережжі, де акторами були кріпаки. Аматорські вистави організовували в Одесі (1804), Полтаві (1808), Херсоні (1816), особливо при Харківському та Київському університетах, Рішельєвському ліцеї (Одеса), Ніжинській гімназії вищих наук князя Безбородька. У домашньому театрі генерал-губернатора Я. Лобанова-Ростовського брав участь Іван Котляревський, який невдовзі очолив у Полтаві театр (1819), що мав би стати професійним, написав спеціально для нього п'єси «Наталка Полтавка» та «Москаль-чарівник».

### Галичина в XIX — поч. XX ст.
На Галичині у Коломиї (1848) виник аматорський гурток І. Озаркевича, започаткувавши вистави у Львові, Перемишлі, Тернополі та ін. галицьких містах. Згодом у Львові сформувався Руський народний театр на чолі з О. Бачинським і Т. Бачинською, опікуваний товариством «Руська бесіда»; тут свого часу працював драматичний гурток В. Нижанківського. Невдовзі з'явилося Перше літературно-драматичне товариство ім. Г. Квітки-Основ'яненка (1879) у Коломиї, Драматичне товариство ім. І. Котляревського (Львів, 1898) за участю Івана Франка, драматичний гурток під орудою актора І. Захарка при Товаристві руських ремісників «Зоря», напівпрофесійний Руський селянський театр (з 1907 — Буковинський народний театр). Впродовж 1907—1909 функціонувало сім таких театрів при осередках «Просвіти», «Волі», «Сокола», «Зорі». Принаймні любительська драматична група при «Соколі» мала успіх від позбавленої цензурного втручання вистави «Украдене щастя» І. Франка та ін., пізніше перейшла до «Просвіти», обравши собі назву «Театр людовий у Львові». Неординарним був Гуцульський народний театр О. Гулайчука та Г. Хоткевича, селяни успішно грали складні ролі.
Два осередки аматарських театрів існували в Ужгороді (група гімназистів під керівництвом К. Сабова та молоді, очолюваної М. Поповичем). Аналогічні любительські осередки сформувалися у 1860—70-ті в Полтаві, Чернігові, Немирові, у Бобринцях, де розвивали свої таланти корифеї українського театру — брати Тобілевичі та Марко Кропивницький. Особливе значення відіграв зініційований «Громадою» київський Перший музично-драматичний гурток, у якому брали активну участь М. Старицький та М. Лисенко.

### Після Емського указу
Після Емського указу 1876 любительські вистави відбувалися приховано у будинку професора Київського університету св. Володимира О. Кістяківського. Поширювалися таємні гуртки за участю київських залізничників (одним із них керувала Марія Старицька), друкарів Ковальського та Кульженка. У Києві упродовж 1882—1892 на сцену допускалася лише одна україномовна п'єса на рік. Аматорські колективи закладали основи професійного українського театру, що виник 1882, ставши виразником національного руху опору русифікаторській політиці Російської імперії щодо української мови, культури та літератури. Водночас, попри загальну антиукраїнську політику, не зникали й аматорські театри. З появою «Просвіти» на Наддніпрянщині (1905—1907) любительські драматичні гуртки набули неабиякої популярності, дарма що переслідувалися царською адміністрацією.
У роботі аматорських театрів брали участь: І. Кропивницький — у Лисичанську (1907), Марія Заньковецька — у Ніжині (1906), Гнат Хоткевич, після повернення на Наддніпрянщину, очолив аматорський театр (1912) Товариства Дому робітників у Харкові.

### В часі Першої світової війни (поза межами України)
Український аматорський театр активно діяв у таборах полонених вояків-українців у Німеччині (Раштат, Вецляр, Зальцведель) та Австро-Угорщині (Фрайштадт). Завдяки зусиллям Союзу визволення України у таборах з числа полонених були засновані драматичні гуртки (товариства), які провадили таборові театри, залучаючи до вистав самодіяльні хори та оркестри, які теж постали в цих таборах. У репертуарі таборових театрів переважали п'єси українських драматургів, усі жіночі ролі виконувались чоловіками.

### Міжвоєнний період у Галичині
У міжвоєнне двадцятиліття в Західній Україні та в еміграції діяли аматорські трупи при читальнях під керівництвом учителів і священиків, а на землях УРСР аматорські театри перетворилися на гуртки самодіяльності, що перебували під контролем більшовиків. В репертуарі колективів була українська класика та зарубіжна драматургія.

### Еміграційна доба
Український аматорський театр активно вивляв себе в таборах інтернованих вояків-українців у Польщі та Чехословаччині (1921-1924 рр.), в яких діяли паралельно кілька самодіяльних труп. Істотну підтримку таборовим артистам-аматорам надавала Young Men’s Christian Association, YMCA (Молодіжна християнська асоціація) - благодійна американська організація,

## Сучасність
Нині в Україні діють багато аматорських театрів.
| Місто            | Театри |
| ---------------- | --- |
| Бар              | Барський міський художній аматорський театр |
| Біла Церква      | Народний театр пластичної драми «Театральна майстерня» |
| Вінниця          | Сьоме небо |
| Донецьк          | Камерний театр «Жуки», Народний музично-драматичний театр «О!» |
| Дрогобич         | Студентський театр «Alter» |
| Івано-Франківськ | Прикарпатський молодий театр, Карверх, СТО «Жмені», Біла Зебра, |
| Калуш            | Молодіжний театр «Любарт» |
| Кропивницький    | Маленький глобус |
| Київ             | Творча майстерня «Lelio», Могилянський театр, Театр «КОСТ», Народний аматорський «Вавилон», Народна театральна студія «АСОРТІ», Мім-арт лабораторія Н. Ужвенко, Театр «Місто Сонця», Театр «Молоко та Мед», Екіпаж, Героїчний театр «Пам'ять», англомовний театр «The Kyiv Players» |
| Кривий Ріг       | Театр-студія «BaoBaB» |
| Луганськ         | Студентський драматичний театр «Ілюмінатор», Театр-студія «Ага-Т», Театр «Deep», |
| Луцьк            | Гармидер |
| Львів            | Театр «В.Возійчук & П. Левицький», Театр світла та тіні «Див», Мистецька група «Цю», ТЕАТР Студії культури та мистецтв «СПІРОГРАФ», З вулиці на сцену, Намір, Ми, ETC., На Сходах, Народний театр-студія «Хочу»                                                                     |
| Нова Каховка     | Шанс |
| Одеса            | Человеческий голос |
| Острог           | Вільний політ |
| Охтирка          | Чудаки |
| Полтава          | Театр «homo ludens», Дитячо-юнацька театральна студія «Ну і дітки», «Фабула», «Театр F» (ПНПУ), Театр «Глобус» (ПНПУ), Театр на Павленках. |
| Прилуки          | Народний самодіяльний театр «Рампа», «Новий театр» |
| Рівне            | Молодіжний експериментальний театр Рівного (МЕТР), Народний молодіжний театр «Від Ліхтаря», Народний театр «Сонях», Мім-дует «Next step» |
| Самбір           | Театр «Перші Кроки» |
| Тернопіль        | Театр пластичного мистецтва «Бет-Ел» |
| Умань            | Добродії |
| Харків           | «DT», Театр — студія «ВІНОРА», Публіцист |
| Херсон           | Театр «Арт-Ідея», Молодіжна творча лабораторія, |
| Хмельницький     | Театр "Магадан", театр "Дзеркало" |
| Чернігів         | Театр «23», АмаТеА, «Ілюмінатор» |
| Ялта             | Театр «Сім Муз» |

## Театральні конкурси
З 2004 р. у Львові проводиться Міжнародний театральний фестиваль «Драбина», де поряд з професійними експериментальними театрами з різних частин України і Європи, є окрема програма для аматорських театрів. На «Драбині-2010» для аматорських театрів з Західної України було проведено проект «Захід». У межах проекту відбулися виступи львівських та івано-франківських аматорських театрів з обговореннями. У обговореннях брали участь Консультаційна Рада (координатор викладач факультету культури і мистецтв Львівського національного університету імені Івана Франка Уляна Рой, режисер, актор, критик, перформер Корній Демидюк (Рівне), режисер Любов Липовська (Калуш), кінорежисер Богдан Старак (Львів), студенти-театрознавці, театри-учасники і глядачі).
Учасники проекту «Захід»
1. Театр «Чарівна скринька» (Львів) Вистава «Мій Львів»
2. Театр «Wind of Change» (Львів) Вистава «Історія світу»
3. ТО «Квадрат» (Львів) Вистава «Людський голос» (за Ж. Кокто)
4. Театр «Маятник» (Львів) Вистава «Над водами Стіксу»
5. Народний український драматичний театр «Ми» (Львів) Вистава «Чоловічий рід. Однина»
6. Театр «Намір» (Львів) Вистава «Годинник каже: „Бувай!“»
7. Монаший театр «В каптурах» (Львів) Вистава «Оскар і рожева пані» (за Е.-Е. Шмідтом)
8. Театр тіней «Див»(Львів) Вистави «Олені», «Політ», «Пігмаліон»
9. Аматорська театральна група «Гора» (Івано-Франківськ) Вистава «Подарунок».
У Росії є подібний — Московський міжнародний фестиваль студентських театрів. Також, у Дніпрі існує щорічний міжнародний фестиваль молодіжних (переважно аматорських) театрів «Рампа». У Чернігові започатковано щорічний Міжнародний фестиваль аматорського театрального мистецтва «Санич», присвячний пам’яті почесного громадянина міста, видатного діяча мистецтва, педагога, журналіста, поета, барда та художнього керівника аматорського театру «Ілюмінатор» Олександра Олександровича Норова.